# Шарлота Амалия фон Насау-Диленбург
Шарлота Амалия фон Насау-Диленбург (на немски: Charlotte Amalie von Nassau-Dillenburg; * 13 юни 1680, Диленбург; † 11 октомври 1738, Бибрих, Висбаден) е графиня от Насау-Диленбург и чрез женитба княгиня на Насау-Узинген (1706 – 1718) и регентка от 1718 до 1733 г.

## Живот
Тя е дъщеря на княз Хайнрих фон Насау-Диленбург (1641-1701) и херцогиня Доротея Елизабет фон Силезия-Лигниц-Бриг (1646 – 1691).
Шарлота Амалия се омъжва на 15 април 1706 г. за княз Вилхелм Хайнрих фон Насау-Узинген (1684 – 1718). След смъртта му през 1718 г. тя поема регентството до 1733 г. за малолетния им син Карл.

## Деца
Шарлота Амалия и Вилхелм Хайнрих имат децата:
- Франсоаз (Франциска Доротея) (1707 – 1750)
- Хайнрих Фердинанд (1708 – 1708), наследствен принц на Насау
- Амалия Фридерика Луиза (1709 – 1709)
- Вилхелм Адолф (1710 – 1710), наследствен принц на Насау
- Карл (1712 – 1775), от 1718 г. княз на Насау-Узинген, женен I. на 26 декември 1734 г. за херцогиня Кристиана Вилхелмина фон Сакс-Айзенах (1711 – 1740), II. (морганатичен брак) за Мария Магдалена Грос (1714 – 1787)
- дете (1713)
- Хедвиг Хенриета (1714 – 1786), близначка на Лудвиг Август
- Лудвиг Август (1714 – 1714)
- Йохана Христина (1715 – 1716)
- Вилхелм Хайнрих (1718 – 1768), от 1735 г. княз на Насау-Саарбрюкен, женен за графиня София Кристина фон Ербах (1725 – 1795)